# Гаверина Терме
Гаверѝна Тѐрме (на италиански: Gaverina Terme; на ломбардски: Gaerina, Гаерина) е село и община в Северна Италия, провинция Бергамо, регион Ломбардия. Разположено е на 509 m надморска височина. Населението на общината е 875 души (към 2017 г.).